# HD 151771
HD 151771，又名CD-3711023，SAO 208089、HR 6244，是一颗恒星，视星等为6.11，位于銀經346.42，銀緯4.39，其B1900.0坐标为赤經16h 44m 15.4s，赤緯-37° 4.39′ 28″。